# یانیک‌اورن (صندوق‌لی)
یانیک‌اورن (به ترکی استانبولی: Yanıkören) یک منطقهٔ مسکونی در ترکیه است که در صندوق‌لی واقع شده‌است.